# Campionato nigerino di calcio
Il campionato nigerino di calcio è articolato in tre livelli: il massimo livello nazionale, la Super Ligue, a cui prendono parte 14 squadre, la seconda divisione, la Ligue nationale, e la terza divisione, la Ligue régionale.

## Struttura
| Livello | Divisioni                 |
| ------- | ------------------------- |
| 1       | Super Ligue 14 squadre    |
| 2       | Ligue nationale ? squadre |
| 3       | Ligue régionale ? squadre |